# کوه تالینیس
کوه تالینیس (به لاتین: Mount Talinis) یک کوه در فیلیپین است که در نگرو شرقی واقع شده‌است. کوه تالینیس ۱٬۹۰۳ متر بالاتر از سطح دریا واقع شده‌است.